# Цукати
Цука́ти — кондитерські вироби із цілих або нарізаних плодів і ягід, зварених з цукром, підсушених і осипаних цукром або глазурованих. Їх готують з різних плодів і ягід, лимонних, апельсинових і гарбузових шкірок.
Цукатами називають фрукти зварені в цукровому сиропі, а потім відокремлені від нього і підсушені. Якщо зварені фрукти тільки підсушують, на них утворюється гладенька глянцева поверхня і їх називають глазурованими фруктами. Роблять і інакше: зварені і відокремлені від сиропу плоди витримують деякий час у перенасиченому цукровому розчині і потім підсушують. Як наслідок на фруктах утворюється дрібнокристалічна кірочка — це і є власне цукати.

## Етимологія
Слово цукат походить від нім. Zukkade (від ранішого Sukkade, що змінило вимову під впливом Zucker — «цукор») і далі від італ. succada, утвореного від succo («сік»). Пропонувалася також версія, що пов'язувала слово з давньою єврейською традицією виготовляти подібні солодощі напередодні свята Суккот.

## Способи приготування
Технологія приготування цукатів із більшості видів плодів і ягід така:

У сиропі, приготовленому із 700г цукру і 1 л води, відварюють 2 кг плодів. По закінченні варіння плоди залишають у сиропі на 8 годин, після чого їх розкладують на дерев'яних ночвах або підносі та висушують при температурі до 40 °C на сонці або в печі.
Сироп такого ж складу використовують для приготування цукатів з гарбузових шкірок. Очищені від твердої верхньої кірочки шкірки варять в сиропі до тих пір, поки вони не стають прозорими. Після вистигання їх просушують при кімнатній температурі.
Найвища якість у абрикосових цукатів, які готують з недозрілих, твердих, але достатньо забарвлених плодів. Абрикоси миють, дають стекти воді, розрізають на половинки, видаляючи при цьому кісточки. Половинки накладають у друшляк і бланшують 1-2 с в окропу, далі негайно охолоджують у прохолодній воді і поміщають у гарячий цукровий сироп.
Сироп готують з розрахунком 1,2 кг цукру на один стакан води на 1 кг плодів. Варіння триразове. Друга варка триває 15 хв з наступною витримкою 10 год. Після третьої варки гарячі плоди відкидають на сито, дають стекти сиропу і підсушують в духовці при температурі 40-50 °C до утворення кірочки з дрібних кристалів цукру.
Також готують цукати з персиків, використовуючи м'ясисті сорти з легко відділюваною кісточкою. В опушених сортів попередньо видаляють шкірку.